# Женская сборная Великобритании по волейболу
Женская национальная сборная Великобритании по волейболу (англ. Great Britain women's national volleyball team) — с 2008 года представляет Великобританию на международных соревнованиях по волейболу. Управляющей организацией выступает ассоциация British Volleyball.

## История
В 2006 году по соглашению Международной федерации волейбола (ФИВБ) с ассоциацией British Volleyball и национальными ассоциациями составных частей Великобритании было принято решение о формировании единых мужской и женской британских сборных для подготовки и участия в лондонской Олимпиаде-2012.
В июне 2006 прошли первые тренировочные сборы объединённой женской национальной команды Великобритании, в которую вошли лучшие волейболистки Англии и Шотландии, причём на 80 % состав британской сборной состоял из англичанок. В конце года вновь созданная сборная провела свои первые матчи против команд из Скандинавии.
В апреле 2007 года главным тренером сборной Великобритании назначен Л.Савула, в прошлом возглавлявший национальные команды Канады, Швейцарии и Австралии. Под его руководством британские волейболистки летом того же года нанесли визит в Россию, где провели ряд тренировок на базе спортивного клуба «Луч», а затем приняли участие в розыгрыше Кубка президента Казахстана и заняли в нём 3-е место.
В официальных международных соревнованиях женская волейбольная сборная Великобритании дебютировала в мае 2008 года в отборочном турнире чемпионата Европы-2009. В стыковых матчах за выход в групповой раунд британки встретились со сборной Албании. Первый матч, прошедший 8 мая в Шеффилде закончился победой британских волейболисток 3:1, но в ответном поединке через три дня в Албании команда Великобритании уступила 0:3 и выбыла из соревнований.
В марте 2009 новым наставником сборной назначена Одри Купер, ранее работавшая главным тренером сборной Англии. В том же и последующем годах британская национальная команда приняла участие в розыгрышах Евролиги и отборочных турнирах чемпионатов мира и Европы, но добиться в этих соревнованиях какого либо положительного результата ей не удалось, что не удивительно, учитывая в целом не слишком высокий класс волейболисток, входящих в её состав, а также низкий уровень развития волейбола в стране.
В волейбольном турнире лондонской Олимпиады 2012 года сборная Великобритании, в составе которой из 12 волейболисток было 10 представительниц Англии и две — Шотландии, одержала одну победу (над сборной Алжира со счётом 3:2), а в остальных четырёх матчах предварительного раунда ничего не смогла противопоставить соперникам, проиграв с одинаковым счётом 0:3 сборным России, Италии, Доминиканской Республики и Японии.
Последним (по состоянию на 2016 год) официальным турниром для женской сборной Великобритании была квалификация чемпионата Европы 2013, в которой в своей группе в сентябре 2012 года британки дважды победили Португалию и по два раза проиграли Хорватии и Румынии и, заняв 3-е место, выбыли из дальнейшей борьбы за путёвку на европейское первенство.
На международной арене сборная Великобритании заменила ни разу после 2005 года не принимавшую участие в соревнованиях сборную Англии, волейболистки которой в подавляющем большинстве и формировали состав британской команды. А вот сборная Шотландии продолжала функционировать и после 2006 года. Представительницы же Северной Ирландии и Уэльса к выступлениям за национальную команду Великобритании не привлекались.

## Результаты выступлений и составы

### Олимпийские игры
- 2008 — не участвовала
- 2012 — 9—10-е место
- 2016 — не участвовала
- 2020 — не участвовала
- 2024 — не участвовала

- 2012: Саванна Лиф, Люси Уикс, Рэчел Лэйбурн, Дженнифер Тейлор, Мария Бертелли, Рэчел Брэгг, Джоанн Морган, Линн Битти, Элизабет Рейд, Джанин Сэнделл, Грэйс Картер, Кьяра Мичел. Тренер — Одри Купер.

### Чемпионаты мира
- 2010 — не квалифицировалась
- 2014 — не участвовала
- 2018 — не участвовала
- 2022 — не участвовала

- 2010 (квалификация): Люси Уикс, Никола Осборн, Рэчел Лэйбурн, Пола Скотт, Мария Бертелли, Рэчел Брэгг, Джоанн Морган, Линн Битти, Стэси О’Коннор, Джанин Сэнделл, Грэйс Картер. Тренер — Лорн Савула.

### Чемпионаты Европы
- 2009 — не квалифицировалась
- 2011 — не квалифицировалась
- 2013 — не квалифицировалась
- 2015 — не участвовала
- 2017 — не участвовала
- 2019 — не участвовала
- 2021 — не участвовала
- 2023 — не участвовала

### Евролига
- 2009 — 7—8-е место
- 2010 — 7—8-е место
- 2011 — не участвовала
- 2012 — не участвовала
- 2013 — не участвовала
- 2014 — не участвовала
- 2015 — не участвовала
- 2016 — не участвовала
- 2017 — не участвовала
- 2018 — не участвовала
- 2019 — не участвовала
- 2021 — не участвовала
- 2022 — не участвовала
- 2023 — не участвовала

## Состав
Сборная Великобритании в соревнованиях 2012 года (Олимпийские игры, отборочный турнир чемпионата Европы 2013)
| №  | Имя, фамилия     | Год рождения | Рост | Амплуа      | Клуб                               |
| -- | ---------------- | ------------ | ---- | ----------- | ---------------------------------- |
| 1  | Саванна Лиф      | 1993         | 183  | нападающая  | Университет Майами                 |
| 2  | Люси Уикс        | 1982         | 173  | связующая   | «Алемания» Ахен                    |
| 4  | Рэчел Лэйбурн    | 1982         | 178  | нападающая  | «Тим Нортумбрия» Ньюкасл-апон-Тайн |
| 5  | Рэчел Ньютон     | 1992         |      | центральная | «Сен-Рафаэль»                      |
| 6  | Дженнифер Тейлор | 1980         | 179  | нападающая  | «Двингело»                         |
| 7  | Мария Бертелли   | 1977         | 171  | либеро      | «Кёниц»                            |
| 8  | Рэчел Брэгг      | 1984         | 185  | нападающая  | «Аурубис» Гамбург                  |
| 9  | Джоанн Морган    | 1983         | 168  | связующая   | «Двингело»                         |
| 10 | Линн Битти       | 1985         | 182  | нападающая  | «Гран-Канария» Лас-Пальмас         |
| 12 | Элизабет Рейд    | 1989         | 180  | центральная | Университет Джорджия               |
| 17 | Джанин Сэнделл   | 1985         | 180  | нападающая  | «Альбасете»                        |
| 18 | Грэйс Картер     | 1989         | 183  | центральная | «Пари Сен-Клу» Париж               |
| 19 | Кьяра Мичел      | 1985         | 196  | центральная | «Алемания» Ахен                    |

- Главный тренер — Одри Купер.
- Тренер — Дэйв Гудчайлд.